# La Jigua
La Jigua est une municipalité du Honduras, située dans le département de Copán.

## Composition
Fondée en 1965, la municipalité de La Jigua comprend 11 villages et 55 hameaux.
| Code   | Villages                                |
| ------ | --------------------------------------- |
| 041101 | La Jigua (chef-lieu de la municipalité) |
| 041102 | Aldea Nueva                             |
| 041103 | Chepelares                              |
| 041104 | El Campanario                           |
| 041105 | El Puente Goascorán                     |
| 041106 | El Rincón o San Francisco               |
| 041107 | La Colmena                              |
| 041108 | La Cuchilla de Platanares               |
| 041109 | La Nueva Unión                          |
| 041110 | Piedra Pintada                          |
| 041111 | Valle de Magdalena ou La Laguna         |
|        | El sisin                                |

## Historique
Dans le décompte de la population de 1791, La Jigua apparaissait comme faisant partie de la paroisse de Quezailica (es), qui est aujourd'hui un village de la municipalité de Santa Rosa de Copán, chef-lieu du département de Copán. Lorsque la municipalité de Florida a été créée en 1836, La Jigua fit partie de sa juridiction, jusqu'en 1965, date à laquelle le statut de municipalité lui a été octroyé par le décret gouvernemental n° 190 en date du 13 juillet 1965, le général Oswaldo López Arellano étant président de la République.

## Crédit d'auteurs
- (es) Cet article est partiellement ou en totalité issu de l’article de Wikipédia en espagnol intitulé « La Jigua » (voir la liste des auteurs).